# آلف مانگا
آلف مانگوئرا سورینو پریرا (زاده ۲۹ نوامبر ۱۹۹۴) معروف به آلف مانگا بازیکن اهل برزیل است.